# الخيامي (تعز)
الخيامي هي إحدى قرى الجمهورية اليمنية. وهي تتبع جغرافيًا لمحافظة تعز. وإداريًا لمديرية المعافر. يبلغ تعداد سكانها 2663 نسمة حسب الإحصاء الذي جرى عام 2004.